# Makedonisk denar
Nya Makedonisk denar (Mdi - Makedonija denar) är den valuta som används i Nordmakedonien. Valutakoden är MKD. 1 denar (pluralform denari) = 100 deni.
Valutan infördes 1993 efter en valutarefom och ersatte den tidigare denaren som infördes bara året innan och som i sin tur ersatte den tidigare jugoslaviska dinaren. Vid det senaste bytet var omvandlingen 1 MKD = 100 gamla denari (valutakod MKN)

## Användning
Valutan ges ut av National Bank of the Republic of Macedonia - NBRM som grundades 1991. NBRM har huvudkontoret i Skopje.

## Valörer
- mynt: 1, 2, 5, 10, 50 denari
- underenhet: 50 deni (används ej längre)
- sedlar: 10, 50, 100, 200, 500, 1000, 2000 och 5000 MKD